# Fata oarbă
Fata oarbă (1856) este o pictură de John Everett Millais care descrie două cerșetoare itinerante, despre care se presupune că ar fi surori, una fiind o muziciană oarbă, ținând concertina în poală. Se odihnesc pe marginea drumului după o furtună, înainte de a călători în orașul Winchelsea, vizibil în fundal.
Pictura a fost interpretată ca o alegorie a simțurilor care arată contrastul dintre experiențele surorilor: cea care nu vede și cea care vede. Prima simte căldura soarelui pe față și mângâie o frunză de iarbă, în timp ce a doua își protejează ochii de soare sau ploaie și privește la spectacolul neobișnuit al unui curcubeu dublu care tocmai a apărut. Unii critici au interpretat curcubeul în termeni biblici, ca semn al legământului lui Dumnezeu descris în Geneza 9:16.
Atunci când pictura a fost expusă pentru prima dată în 1856, i s-a spus lui Millais că, în cazul unui curcubeu dublu, curcubeul interior are ordinea culorilor inversată. Millais a pictat inițial culorile în aceeași ordine în ambele curcubeu, dar le-a modificat pentru acuratețe științifică.
Un fluture se sprijină pe șalul fetei oarbe, ceea ce înseamnă că este extrem de liniștită. Pe foaia din jurul gâtului este inscripționată „Fie-vă milă de oarbă”.